# Sars-le-Bois
Sars-le-Bois là một xã ở tỉnh Pas-de-Calais, vùng Hauts-de-France, Pháp.

## Địa lý
Sars-le-Bois nằm bên hai bờ sông Canche, cự ly khoảng 16 dặm (25,7 km) phía tây Arras, trên đường D79E.

## Dân số
| 1962                                                         | 1968 | 1975 | 1982 | 1990 | 1999 | 2006 |
| ------------------------------------------------------------ | ---- | ---- | ---- | ---- | ---- | ---- |
| 92                                                           | 86   | 69   | 66   | 62   | 66   | 70   |
| Số liệu điều tra dân số từ năm 1962: Dân số không tính trùng |      |      |      |      |      |      |

## Địa điểm nổi bật
- Nhà thờ St.Nicholas, thế kỷ 18.